# Дом Рахматуллина — Хусаинова
Дом А. Ф. Рахматуллина — А. Г. Хусаинова — историческое здание в Казани, в Старо-Татарской слободе, на улице Шигабутдина Марджани, дом 42. Построен в первой половине XIX века, неоднократно перестраивался. Объект культурного наследия местного значения.

## История
Здание, которое являлось главным домом усадьбы, построено в первой половине — середине XIX века по образцовому проекту. Длительное время им владел купец Ахметзян Рахматуллин. Он перестроил дом в 1872 году после того, как он пострадал в пожаре. В 1896 году дом перешёл к богатому купцу Ахмеду Хусаинову, позднее принадлежал его потомкам. С 1911 года в доме жил общественный деятель Махмуд-Фуад Фасахович Туктаров. В 1977 году дом надстроен третьим этажом, при реконструкции пострадали исторические интерьеры, были утрачены каменные ворота.

## Архитектура
Здание, изначально двухэтажное, ныне трёхэтажное, имеет прямоугольную в плане форму с длинным фасадом в 11 оконных осей вдоль улицы Марджани. Его композиция симметрична, выделена центральная часть в три оси, первоначально над ней был фронтон. В 1872 году в центральной части был добавлен балкон. На нижнем этаже прямоугольные окна оформлены ленточными наличниками. Оконные проёмы второго, более высокого, этажа имели прямоугольные ниши под окнами и прямоугольные сандрики над ними, которые в центральной части имели форму профилированных бровок. Горизонтально фасад членится тягой между первым и вторым этажами. Венчавший здание выше второго этажа карниз сохранился только на углах здания. Даже после перестроек здание сохраняет черты классицизма.